# Distrito del Ensanche

Barrios del distrito del Ensanche

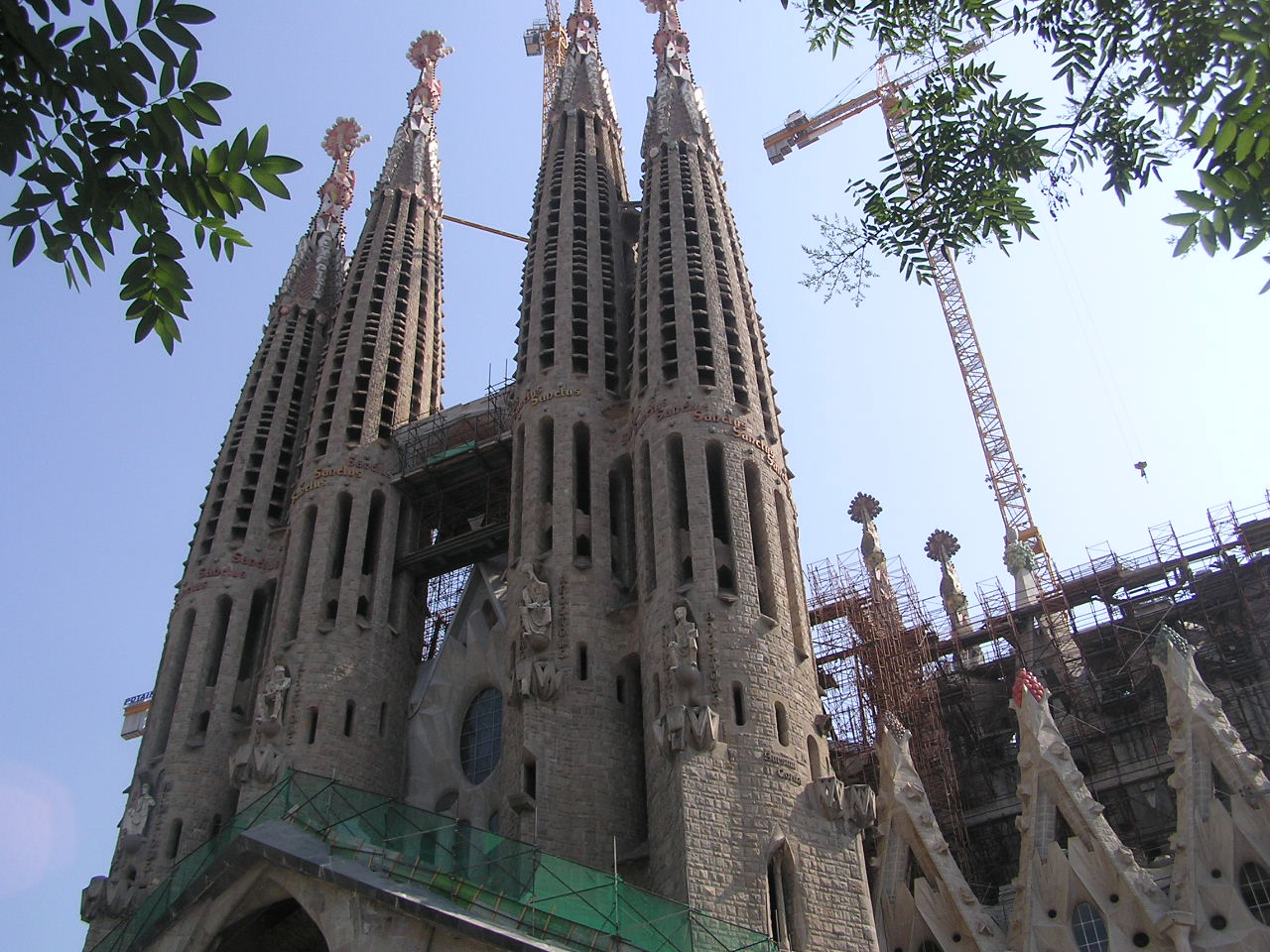
La Sagrada Familia

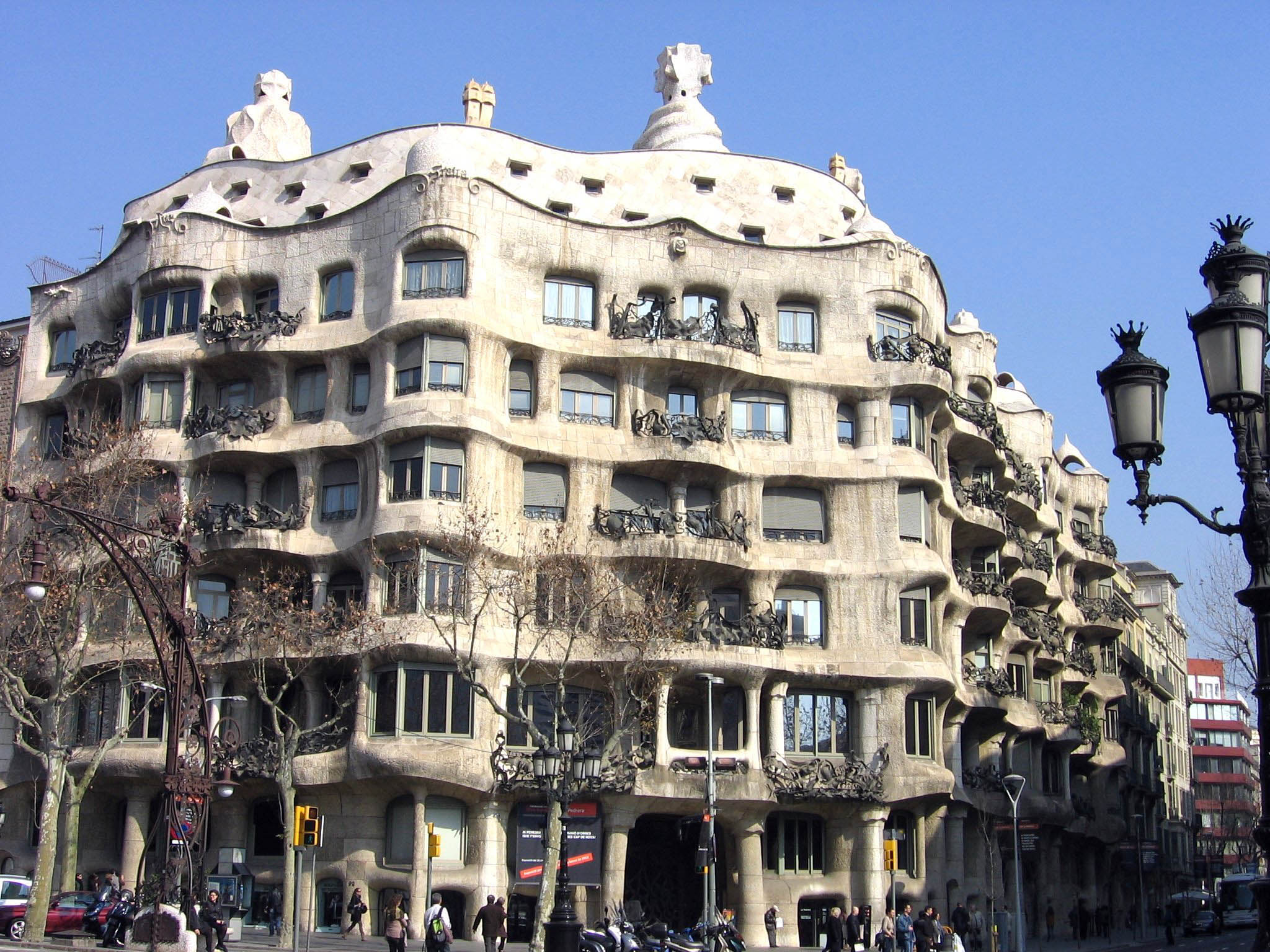
La Casa Milá, conocida como La Pedrera, en el paseo de Gracia

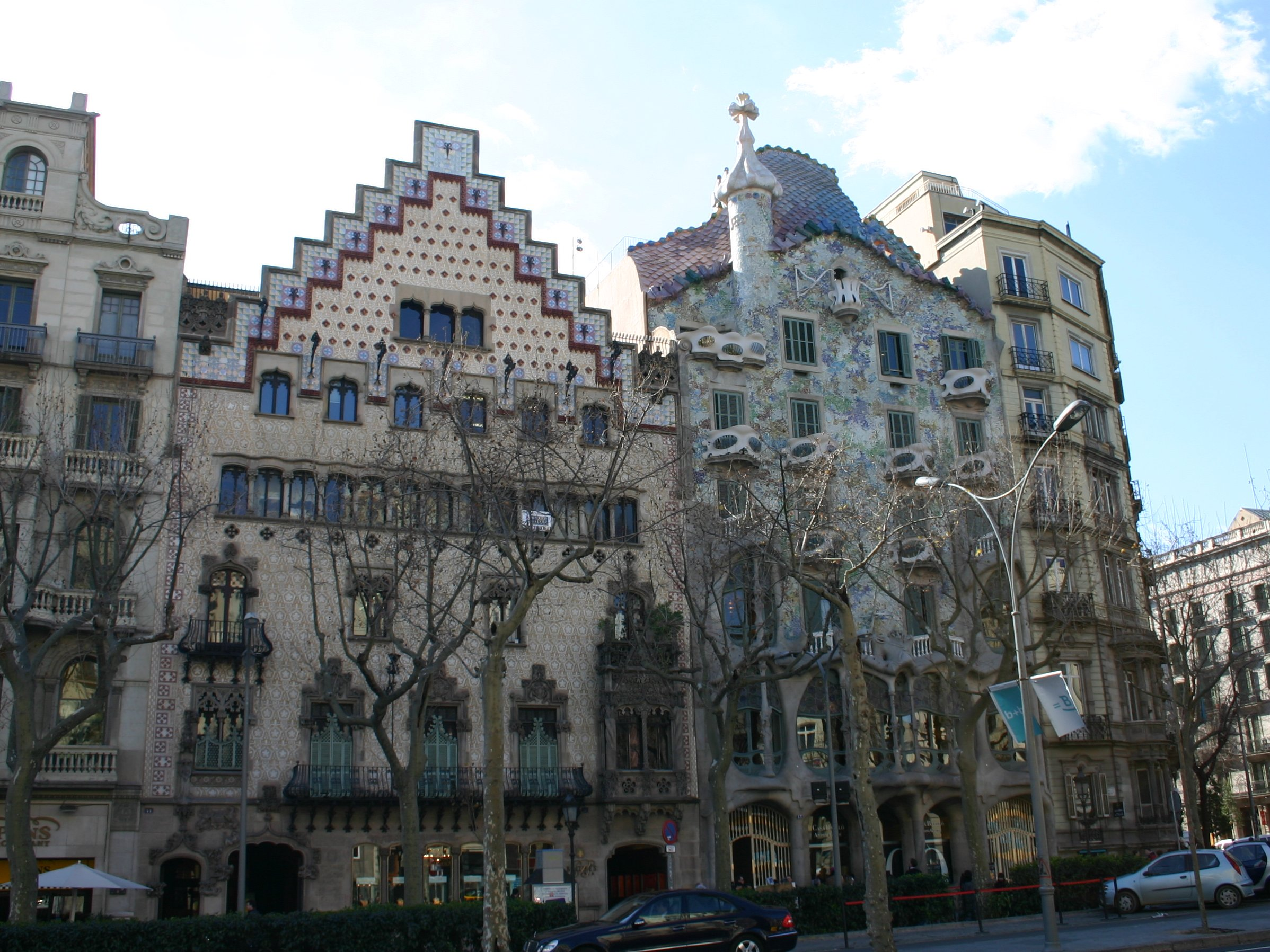
La Casa Ametller y la Casa Batlló, en el paseo de Gracia

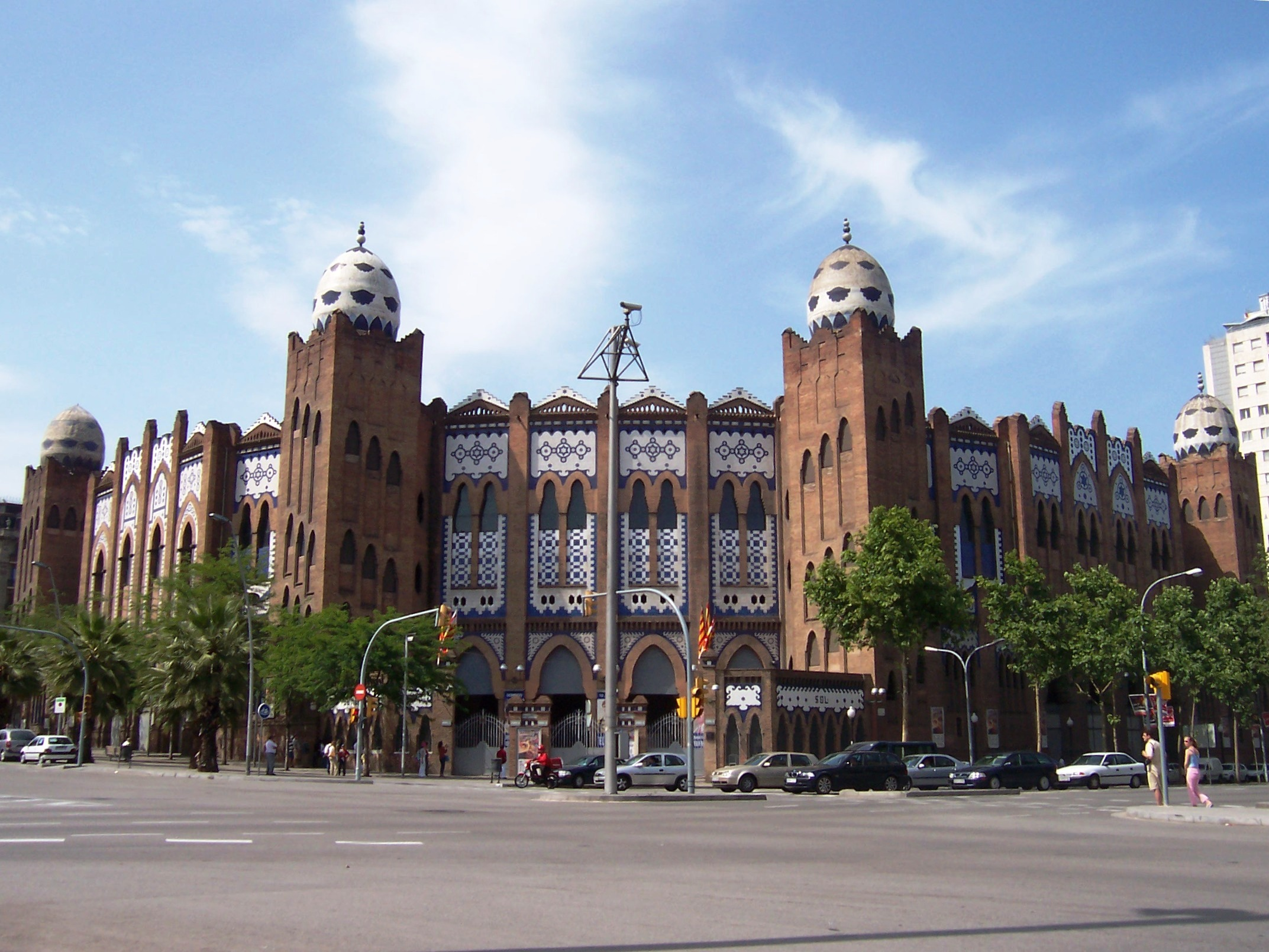
Plaza de toros Monumental

El Ensanche (oficialmente en catalán Eixample) es el nombre que recibe el distrito segundo de la ciudad de Barcelona, que ocupa la parte central de la ciudad, en una amplia zona de 7,46 km² que fue diseñada por Ildefonso Cerdá.
Es el distrito más poblado de Barcelona en términos absolutos (262 485 habitantes) y el segundo en términos relativos (35 586 hab./km²). 
En el distrito del Ensanche es donde se pueden encontrar algunas de las vías y plazas más conocidas de Barcelona, como el paseo de Gracia, la rambla de Cataluña, la plaza de Cataluña, la avenida Diagonal, la calle de Aragón, la Gran Vía de las Cortes Catalanas, la calle de Balmes, la ronda de San Antonio, la ronda de San Pedro, el paseo de San Juan, la plaza de la Sagrada Familia, la plaza de Gaudí, y en sus extremos, la plaza de las Glorias Catalanas y la plaza Francesc Macià.
Asimismo, en el Ensanche se encuentran numerosos puntos de interés turístico y ciudadano como la Basílica de la Sagrada Familia, la Casa Milà, la Casa Batlló, el Teatro Nacional de Cataluña, el Auditorio de Barcelona, la Plaza de toros Monumental, la Casa de les Punxes, así como numerosos cines, teatros, restaurantes, hoteles y otros lugares de ocio, como parques.

## Barrios
- La Derecha del Ensanche
- La Antigua Izquierda del Ensanche
- La Nueva Izquierda del Ensanche
- Fuerte Pío
- Sagrada Familia
- San Antonio

Durante la primera mitad del siglo XIX, en pleno auge de la Revolución Industrial, las ciudades que hasta entonces continuaban teniendo un urbanismo medieval, muchas de ellas rodeadas de murallas, se ven colapsadas por la instalación de las recién nacidas industrias y la expansión demográfica.
La ciudad de Barcelona, al igual que muchas otras ciudades europeas, no es ajena a esta situación; pero en su caso, las propias murallas, la situación política y el hecho de que todos los terrenos exteriores a la muralla se considerasen zona militar, impiden que se puedan instalar en sus alrededores las nuevas industrias debido a la prohibición de construir en ese gran espacio llano, teniendo un uso exclusivamente agrícola por parte de los payeses (campesinos) de Barcelona y las poblaciones cercanas.
La expansión demográfica y las industrias se trasladan a zonas que en la época eran municipios independientes, hoy barrios de la ciudad, tales como: Sants, Sarriá, Gracia, San Andrés o San Martín. La necesidad de comunicarse con estas poblaciones da origen a una serie de vías que hoy siguen formando parte del tramado urbano. Entre ellas es claramente reconocible el actual paseo de Gracia, que comunica Barcelona con Gracia y que durante esa época constituyó no solo una vía de comunicación, sino un verdadero lugar de encuentro, paseo y esparcimiento, creándose a los lados de la vía jardines y zonas de recreo utilizadas tanto por los habitantes de Barcelona como por los de Gracia, llegando a existir una línea regular de transporte de viajeros en carruajes de caballos, precursora de las actuales líneas de autobuses.
El aumento exponencial de la población en el espacio intramuros, fue un riesgo para la salud. La densidad reducía el espacio urbano sin circulación de aire, debido a que las superficies de las propiedades iban aumentando.
La apremiante necesidad de expansión y la existencia de un corto periodo de gobierno progresista, entre 1854 y 1856, dan lugar a la demolición de las murallas, quedando con ello abierto el camino que llevaría a la Barcelona actual. 

## Los proyectos de expansión
En 1855 el Ayuntamiento de Barcelona, pese a que no había intervenido directamente en él, considera inicialmente el proyecto de ensanche diseñado por el ingeniero de caminos, canales y puertos Ildefonso Cerdá. El plan define una ciudad jardín con grandes espacios abiertos, los edificios, de solo tres plantas están muy distantes entre sí separados con anchas calles y no existe diferenciación entre clases sociales al ser todas sus calles iguales. Este cúmulo de circunstancias provoca que la burguesía de la época considerara su propuesta como un despilfarro de terreno, existiendo un claro conflicto de intereses entre las partes. Las protestas de esta burguesía y su indudable influencia política hace que el ayuntamiento dé marcha atrás y rechace el plan inicialmente aprobado.
Vista la necesidad real de elaborar un proyecto que permita la expansión de la ciudad, el ayuntamiento convoca en 1859 un concurso de proyectos urbanísticos del que resulta ganador el proyecto del arquitecto Rovira i Trias. El proyecto es, naturalmente, más acorde a las pretensiones de la burguesía que el plan de Cerdá: las calles tan solo tienen 12 m de ancho, se considera la posibilidad de sobrepasar las alturas propuestas por Cerdá, existe una clara separación de clases sociales y las edificaciones presentan una mayor densidad.
Ante la aprobación del proyecto de Rovira i Trias en 1860, el gobierno central de Madrid impone pocos meses después, por Real Decreto, el plan de Ildefonso Cerdá, comenzándose casi de inmediato su ejecución, no sin las protestas del pueblo barcelonés. No obstante, y fruto tal vez de las fuertes presiones, el propio Cerdá en 1863, retoca ligeramente su plan para aumentar la superficie edificable. 
Pese a que durante varias décadas hubo resentimiento por parte del pueblo barcelonés y que el resultado final que conocemos hoy del Ensanche de Barcelona ha sufrido muchas modificaciones sobre el que inicialmente propuso Cerdá, es comúnmente aceptado hoy que el plan impuesto por decreto era más racional e innovador que el diseño ganador del concurso, y ha devenido en una forma urbana reconocible e influyente internacionalmente.

## La ideología del Plan Cerdá

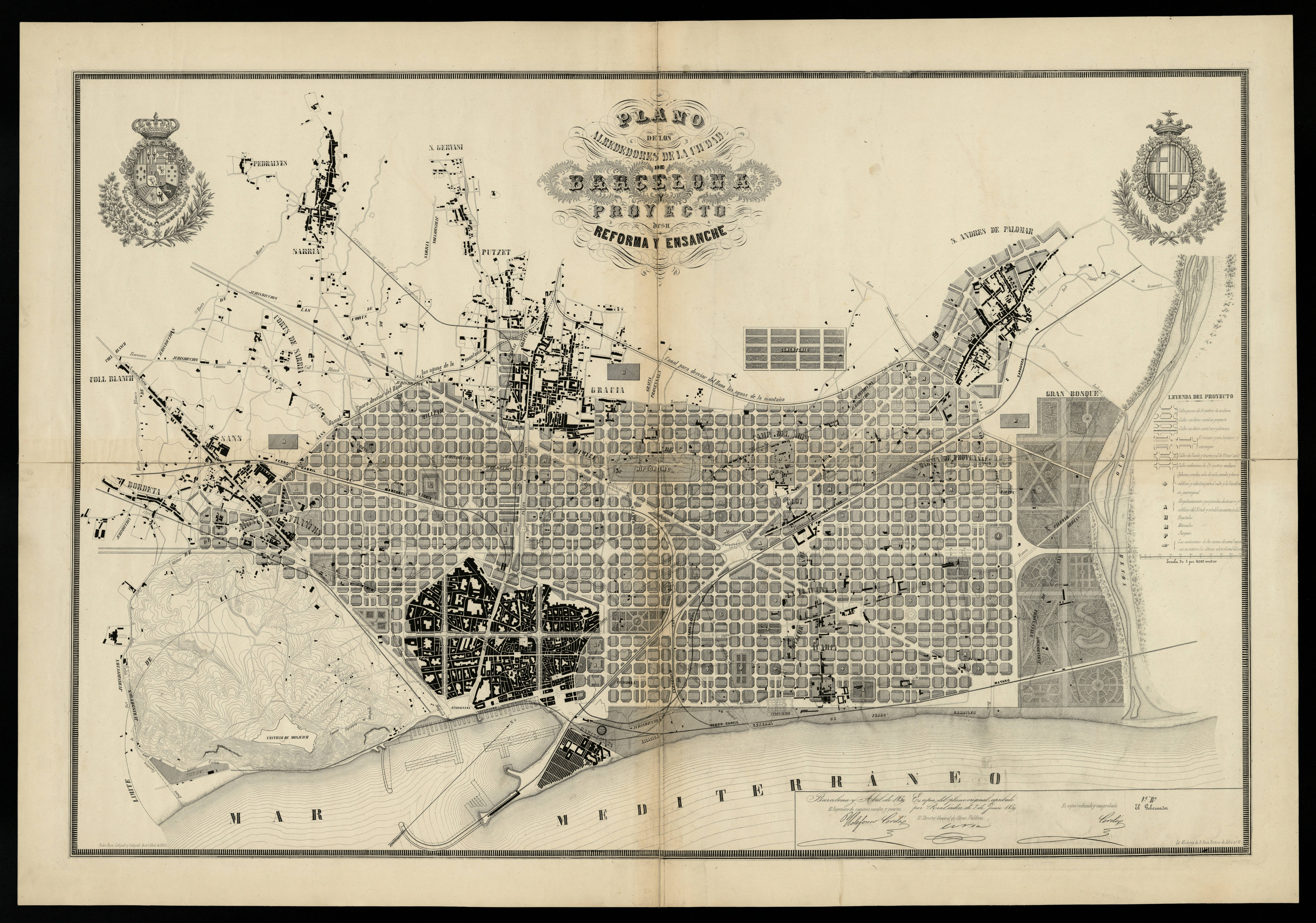
Plan de los alrededores de la ciudad de Barcelona y del proyecto para su mejora y ampliación de Ildefonso Cerdá y Suñer (1859). Paradigma de los ensanches decimonónicos en España

En “Monografía estadística de la clase obrera”, Cerdá escribe su preocupación por el crecimiento de la densidad de las industrias y de la población. Estos estudios lo llevan a realizar un estudio comparativo con otras ciudades importantes de la época, tales como Boston, Turín, San Petersburgo y Buenos Aires, publicado en el atlas de la Teoría donde busca estudiar los métodos utilizados para aplicarlos es su proyecto de ensanche.
Cerdá propone en su proyecto un “ensanche ilimitado”, desarrollar toda la planicie hasta sus límites naturales: Collserola al norte, el río Besós al este, el Montjuic al oeste y el mar Mediterráneo al sur. Elige para su proyecto un plan hipodámico o damero, que ya había sido utilizado en ciudades coloniales como Filadelfia y Buenos Aires, siendo la opción más eficiente para la explotación intensa del terreno, otorgando además un valor equitativo al espacio.
Entiende además que hay dos conductas fundamentales en la vida del ser humano, el traslado y el reposo. La nueva ciudad está basada en dos elementos, los que favorecen el desplazamiento, que son las vías, y los espacios pensados para la quietud y el reposo, las intervías.
Las intersecciones se convirtieron con el tiempo en la imagen más fuerte de Barcelona. Los chaflanes a 45° responden a la necesidad de dar respuesta, no solo a condiciones de mayor visibilidad e iluminación, sino a las distintas situaciones de circulación, tanto vehicular como peatonal.
La generosa proporción entre la cantidad de suelo edificado proviene de las bases del concurso de 1859 que establecen que el espacio edificado sea el mismo al destinado a jardines. En los planos originales, Cerdá diseña los edificios en el perímetro de la manzana liberando el interior de manzana, dicho espacio interior debe estar destinado a jardín para favorecer las ventilaciones y permitir un mayor grado de iluminación. De este modo los edificios del Eixample poseen una fachada principal a la calle y otra hacia el pulmón de manzana.

## Geometría del Ensanche

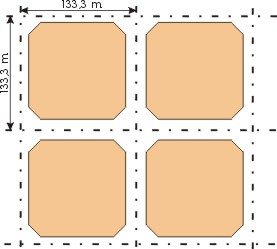
Esquema del tramado de ejes de las calles

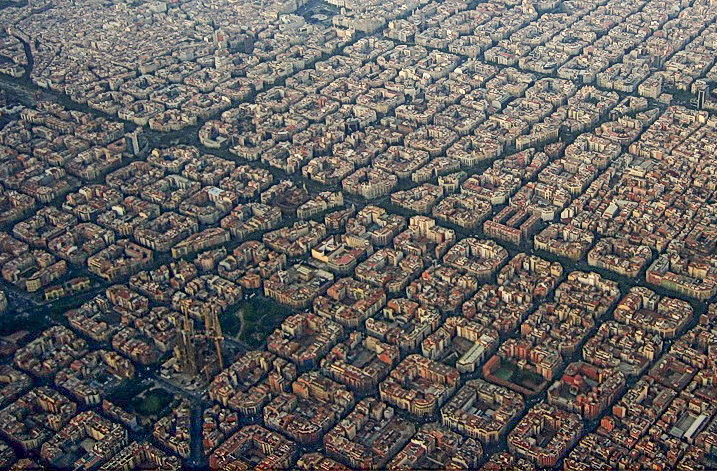
Fotografía aérea de Barcelona

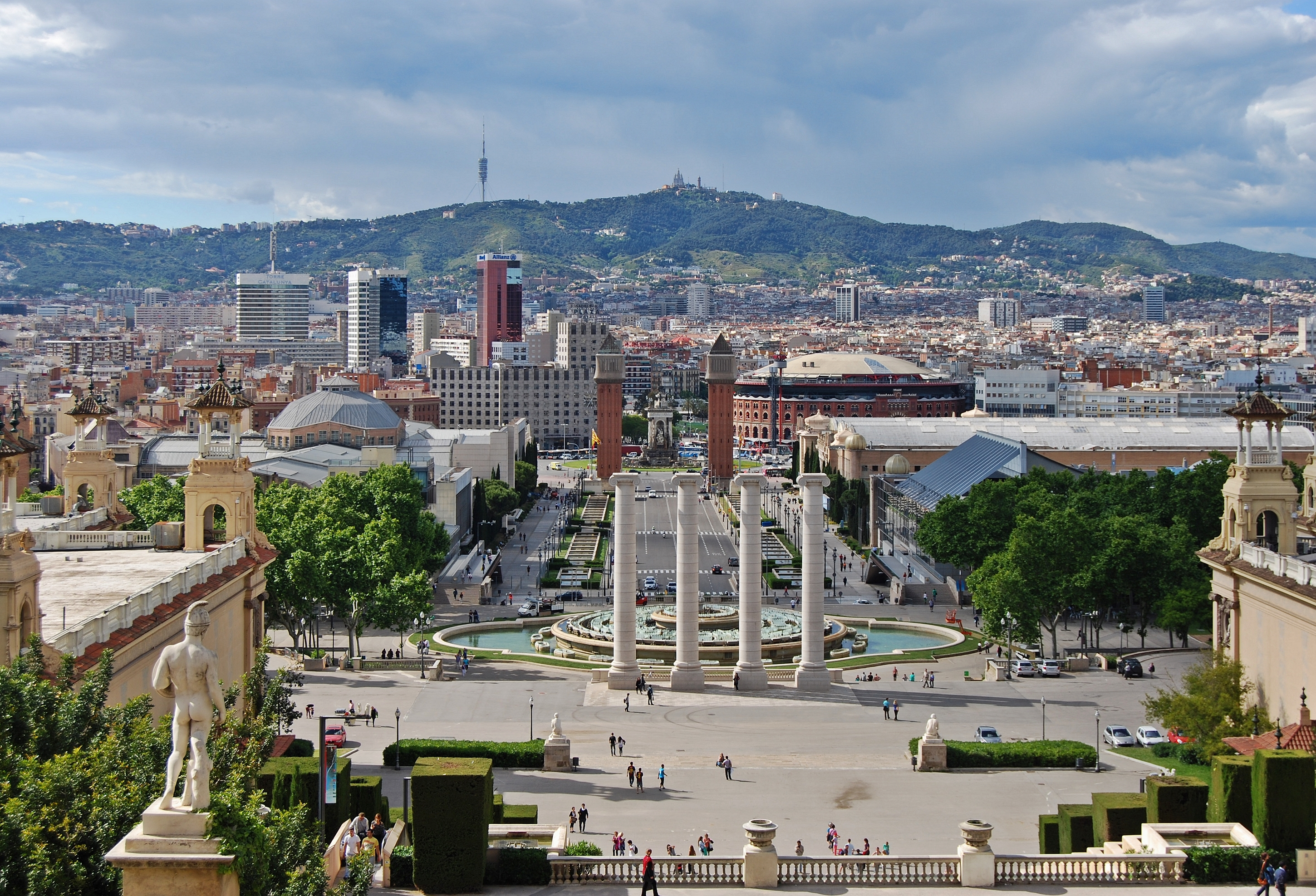
Fotografía de la Fuente Mágica de Montjuic y a lo lejos la Plaza de España de Barcelona

La gran extensión de terreno que corresponde al Ensanche de Cerdá, desde Montjuic hasta el río Besós y desde los límites de la ciudad medieval hasta las antiguas poblaciones vecinas, está concebida como una cuadrícula regular formada por los ejes longitudinales de sus calles, separados entre sí por una distancia de 133,3 m, la regularidad de esta cuadrícula es imperturbable a lo largo de todo el trazado urbano y está justificada, una vez más, en términos de igualdad, ya no tan solo entre clases sociales, sino en la comodidad del tránsito de personas y vehículos, ya que de este modo, tanto si se circula por una vía como si se hace por sus transversales, los cruces entre ellas se encuentran a igual distancia, y al no existir unas vías más cómodas que otras el valor de las viviendas tenderá a igualarse.

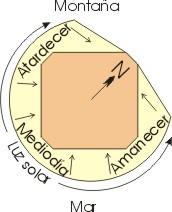
Esquema de la luz solar de las manzanas

Por lo que respecta a la orientación, las vías discurren en dirección paralela al mar unas, y en perpendicular las otras, esto hace que la orientación de los vértices de los cuadrados coincida con los puntos cardinales y que por lo tanto todos sus lados tengan luz directa del sol a lo largo del día, denotando una vez más la importancia que el diseñador concede al fenómeno solar.
Las calles tienen por lo general una anchura de 20 m de los cuales en la actualidad los 10 m centrales están destinados a calzada y 5 m a cada lado destinados a aceras, no obstante y debido a variadas necesidades, diseñó algunas vías más anchas, sin que ello perturbe la cuadrícula regular de 133,3 m, sino que para conseguirlo redujo adecuadamente las dimensiones de las manzanas afectadas por el ensanchamiento de las vías, así podemos hablar de la Gran Vía de las Cortes Catalanas bajo la cual circulan el metro y el tren, la calle de Aragón por la que durante muchos años transitó el ferrocarril al aire libre hasta que finalmente fue soterrado, la calle Urgel y otras.
Mención especial merece el diseño del paseo de Gracia y la rambla de Cataluña, donde con el fin de respetar el antiguo camino de Gracia y la vertiente natural de las aguas, de ahí el nombre de rambla, trazó solo dos vías consecutivas de anchura especial donde en realidad atendiendo al tramado de 133,3 m debería haber tres calles. Además el paseo de Gracia, por respetar el antiguo trazado, no es exactamente paralelo al resto de las calles lo que hace que las manzanas existentes entre las dos vías citadas, si bien son cuadradas y con chaflanes, presentan irregularidades que les dan forma de trapecios.
A todo ello hay que añadir la presencia de algunas calles de carácter especial que no siguen el trazado reticular sino que lo atraviesan en diagonal, tales como la propia avenida Diagonal, la avenida Meridiana, la calle Pedro IV, y otras que fueron trazadas respetando la existencia de antiguas vías de comunicación con los pueblos vecinos.

## Geometría de las manzanas

Dimensiones de las manzanas estándar

Las dimensiones de las manzanas vienen dadas por las distancias antes mencionadas entre los ejes longitudinales de las calles y la propia anchura de estas vías, de modo que al establecer una anchura estándar de las vías en 20 m, las manzanas están formadas por cuadriláteros de 113,3 m, truncados sus vértices en forma de chaflán de 15 m, lo que da una superficie de manzana de 1,24 ha, contrariamente a la creencia popular de que las manzanas tienen una superficie exacta de 1 hectárea.
Cerdà justificó el chaflán de los vértices de las manzanas desde el punto de vista de la visibilidad que ello da a la circulación rodada y en una visión de futuro en la que no se equivocó más que en el término empleado para definir el vehículo, hablaba de las locomotoras particulares que un día circularían por las calles y de la necesidad de crear un espacio más amplio en cada cruce para favorecer la parada de estas locomotoras.

Diseño y agrupación de las manzanas

Dentro del espacio de cada manzana, Cerdá concibió dos formas básicas para situar los edificios, una presentaba dos bloques paralelos situados en los lados opuestos, dejando en su interior un gran espacio rectangular destinado a jardín y la otra presentaba dos bloques unidos en forma de “L” situados en dos lados contiguos de la manzana, quedando en el resto un gran espacio cuadrado también destinado a jardín.
La sucesión de manzanas del primer tipo daba como resultado un gran jardín longitudinal que atravesaba las calles y la agrupación de 4 manzanas del segundo tipo, convenientemente dispuestas, formaba un gran cuadrado edificado atravesado por dos calles perpendiculares y con sus cuatro jardines unidos en uno.

## Evolución de las manzanas
En este estado del proyecto, y habida cuenta de las dificultades que tenía en cuanto a la oposición a él por parte del pueblo barcelonés, no tardaron en aparecer actividades especulativas y argumentos que trataban de conseguir un mayor espacio construido, el primero de ellos fue que si las calles tenían 20 m de ancho, bien podía aumentarse el ancho de los edificios a esa misma distancia, se ocupó posteriormente la zona central de las manzanas con edificaciones más bajas, destinadas en la mayoría de los casos a talleres y pequeñas industrias familiares, desapareciendo con ello la mayor parte de los jardines centrales, con lo que como último recurso para aumentar el suelo construido se unieron los dos laterales ya construidos con edificios que los unían, cerrando por completo las manzanas.

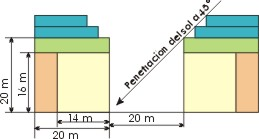
Evolución de la altura de los edificios

Parecía que aquí iba a acabar el proceso especulativo, pero un nuevo argumento se sumó a él. Si las calles tenían 20 m de ancho, no habría inconveniente en que los edificios tuvieran una altura de 20 m en lugar de los 16 m proyectados, ya que aun con esta altura, estando el sol a 45°, iluminaría cualquier edificio en su totalidad sin que ningún edificio vecino le hiciera sombra, este argumento unido a la construcción de techos más bajos dio como resultado que se ganaran dos pisos de altura.
Por último, teniendo en cuenta una parte de la teoría anterior. Si se construyen sobre el edificio actual un piso más, pero con la fachada retirada hacia el interior del edificio tanto como la altura de este piso, se conseguiría aumentar el espacio construido sin que la sombra del edificio afecte a los edificios vecinos estando el sol a 45°, naciendo de este modo el piso ático y por la misma teoría se construyó el sobreático, retirando la fachada otro tanto hacia atrás.

## El Ensanche actual
Pese a todo o gracias a ello, ya que Cerdá concibió una ciudad utópica, el Ensanche actual tiene plena vigencia, después de 150 años. En pleno inicio de siglo XXI el Ensanche sigue siendo el corazón de la Barcelona actual, y continúa su construcción ya que si bien la parte central representada por el distrito del mismo nombre presenta la fisonomía típica del diseño inicial, durante muchos años permaneció parada la evolución de la cuadrícula de Cerdà hacia el río Besós, el distrito de San Martín de Provensals, cuyos terrenos formaban parte del proyecto de ensanche, se ocupó por industrias que por sus características no podían ser ubicadas en la parte central, la necesidad de espacios superiores al de una manzana impidió abrir muchas de las calles proyectadas así durante décadas.
Los cambios en esta ciudad a partir del Plan Cerdà, no solo produjo cambios en el espacio físico de la ciudad, sino que también modificó su morfología, fachadas, y la propia sociedad. La forma urbana que adoptó, permitió diferentes funciones urbanas, y adaptarse también a nuevos programas de uso y formas en la arquitectura de acuerdo a la supermanzanas del distrito del ensanche.
El último gran impulso del ensanche se produce a partir de 1986, cuando Barcelona es nombrada sede de los Juegos Olímpicos de 1992, y se construye la Vila Olímpica del Poblenou respetando el trazado del ensanche. Ello permitió que después de más de un siglo el Ensanche y la Avenida Diagonal lleguen al mar. Las grandes industrias se desplazaron fuera de Barcelona, quedando como testimonio ornamental de la actividad industrial de esta zona, muchas de las chimeneas de las fábricas. Todo ello permite en la actualidad abrir vías y urbanizar zonas nuevas, que en algunos casos se están construyendo rodeados de zonas ajardinadas, muy similares a los diseños originales.